# حديقة سفاري بمبيا

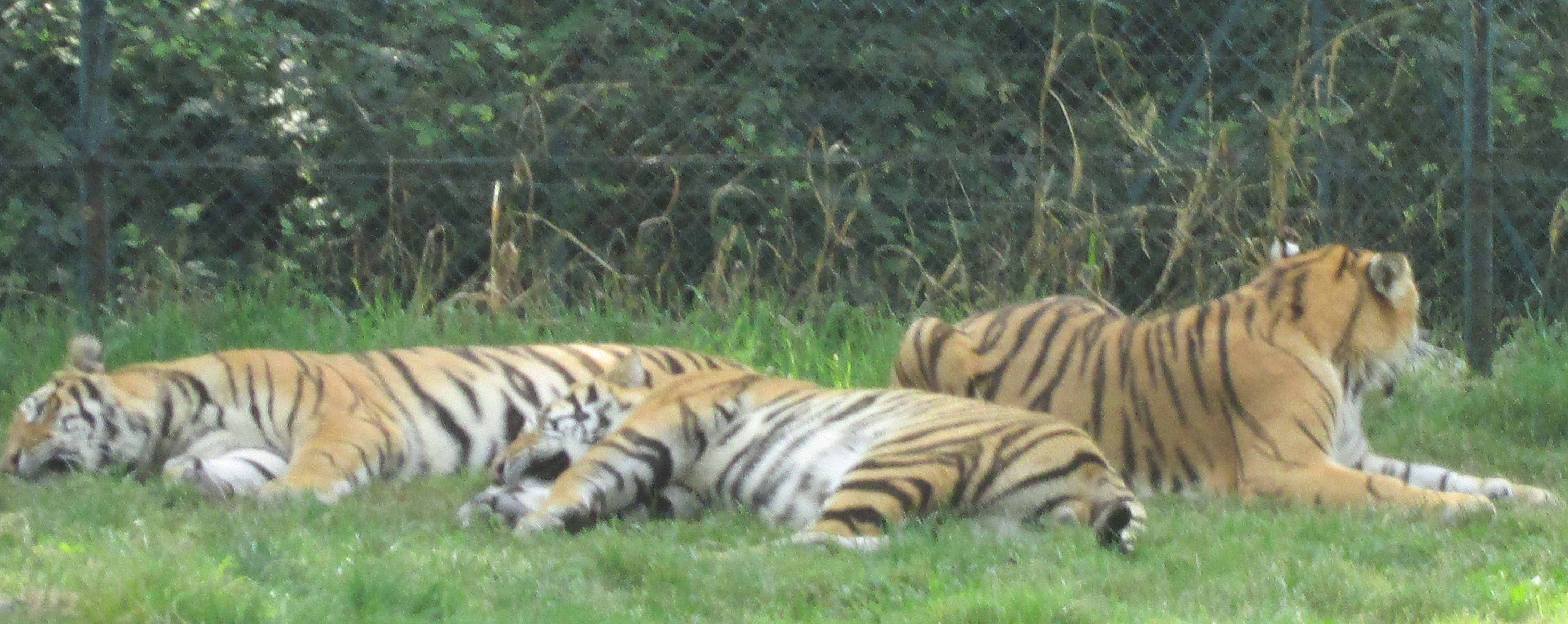
ببر سيبيري

حديقة سفاري بمبيا حديقة حيوانات ومنتزة ومتحف في إقليم بييمونتي بشمال إيطاليا، أنشئت في عام 1976؛ تمتد على مساحة 400. 000 متر مربع.